# Bataille des Rouchères
Guerre de Vendée
Batailles
La bataille des Rouchères se déroule le 23 juin 1794 lors de la guerre de Vendée.

## Déroulement
Le 23 juin 1794, le général Boussard, commandant à Challans, envoie un détachement dirigé par le commandant Reboul attaquer le poste des Rouchères, près du bourg de Saint-Jean-de-Monts, dans le marais breton vendéen.
D'après le rapport de Boussard, 400 « brigands » sont tués et 150 autres se rendent,. Environ 3 000 femmes sont également capturées mais seront par la suite relâchées par Boussard. Parmi les insurgés capturés figure le jeune Jean O'Byrne, âgé de 16 ans, présenté par Boussard comme un aide de camp de Charette. Envoyé à Nantes, il est guillotiné le 8 juillet 1794,.